# Β-アラノピンデヒドロゲナーゼ
β-アラノピンデヒドロゲナーゼ(β-alanopine dehydrogenase)は、次の化学反応を触媒する酸化還元酵素である。
β-アラノピン + NAD+ + H2O {\displaystyle \rightleftharpoons } β-アラニン + ピルビン酸 + NADH + H+
反応式の通り、この酵素の基質はβ-アラノピンとNAD+とH2O、生成物はβ-アラニンとピルビン酸とNADHとH+である。
組織名はN-(D-1-carboxyethyl)-β-alanine:NAD+  oxidoreductase (β-alanine-forming)である。